# Hypsibius zetlandicus
Hypsibius zetlandicus är en djurart som tillhör fylumet trögkrypare, och som först beskrevs av Murray 1907.  Hypsibius zetlandicus ingår i släktet Hypsibius och familjen Hypsibiidae. Inga underarter finns listade i Catalogue of Life.